# Xu Gong
Xu Gong (許貢) (?-200) était un gouverneur sur le territoire de Royaume de Wu en Chine.
Les troupes de Xu Gong tendirent une embuscade et blessèrent Sun Ce au cours d'une partie de chasse alors qu'il allait attaquer Xu Chang.
Dans le roman historique l'Histoire des Trois Royaumes, Gong s'apprêtait à envoyer un message secret à Cao Cao pour l'avertir que Sun Ce était dangereux, mais ce dernier le tua avant.
Ce serait donc alors trois anciens soldats de Xu Gong qui pour se venger auraient tirer une flèche empoisonnée sur Sun Ce, dans certaines versions c'est de cette flèche qu'il serait mort.